# Llista de peixos de Finlàndia
Aquesta llista de peixos de Finlàndia inclou les 110 espècies de peixos que es poden trobar a Finlàndia ordenades per l'ordre alfabètic de llur nom científic.

## A
- Abramis brama
- Acipenser baerii baerii
- Acipenser ruthenus
- Acipenser sturio
- Agonus cataphractus
- Alburnus alburnus
- Alosa alosa
- Alosa fallax
- Ameiurus nebulosus
- Ammodytes tobianus
- Anguilla anguilla
- Aspius aspius

## B
- Ballerus ballerus
- Barbatula barbatula
- Belone belone
- Blicca bjoerkna

## C

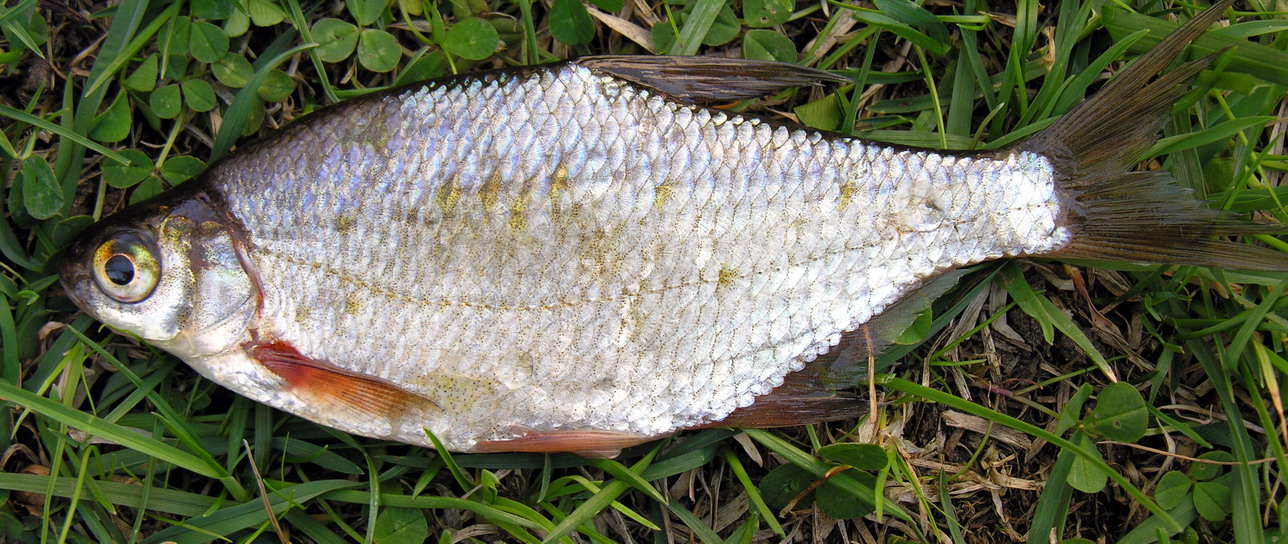
Blicca bjoerkna

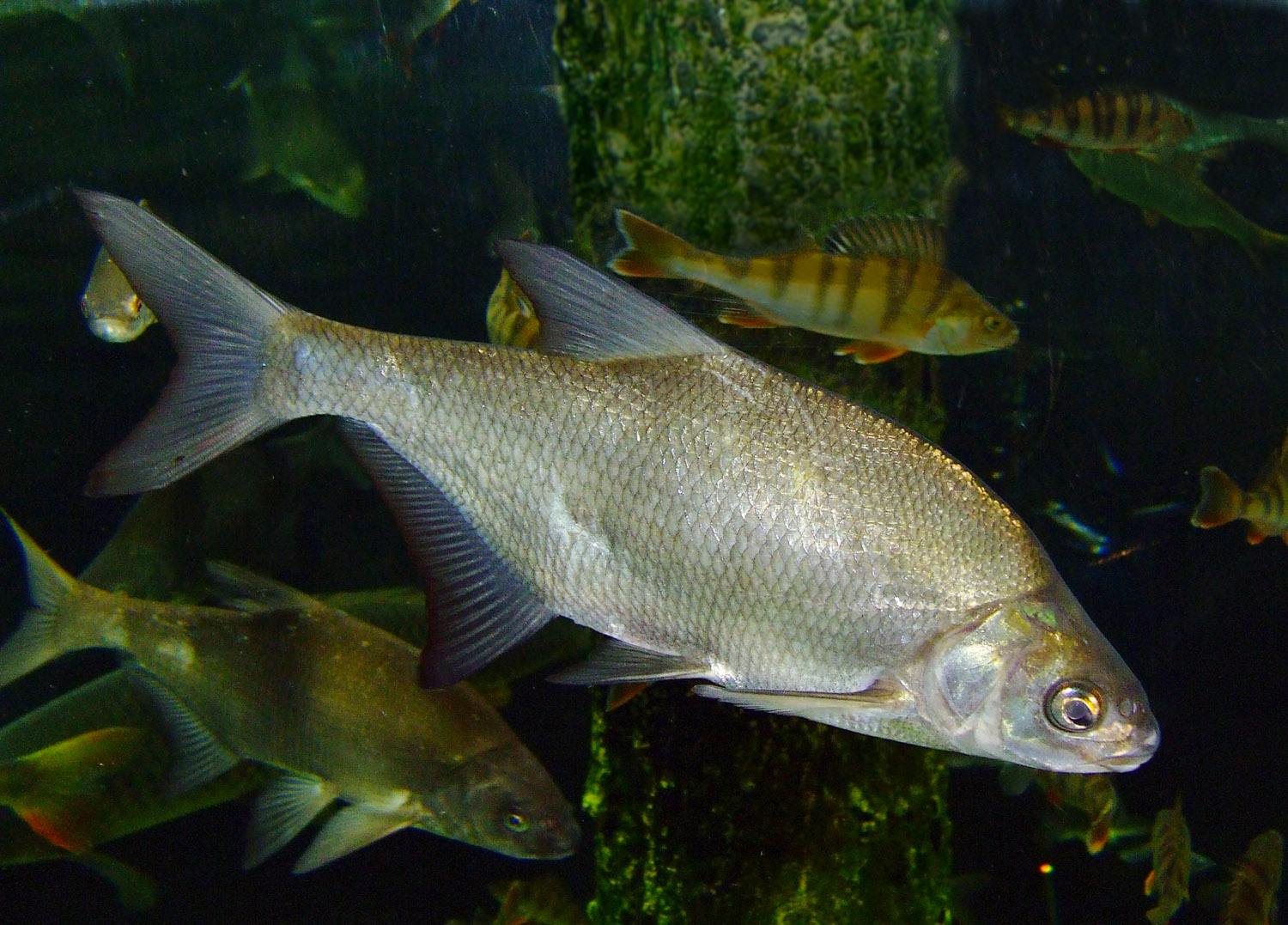
Brema (Abramis brama)

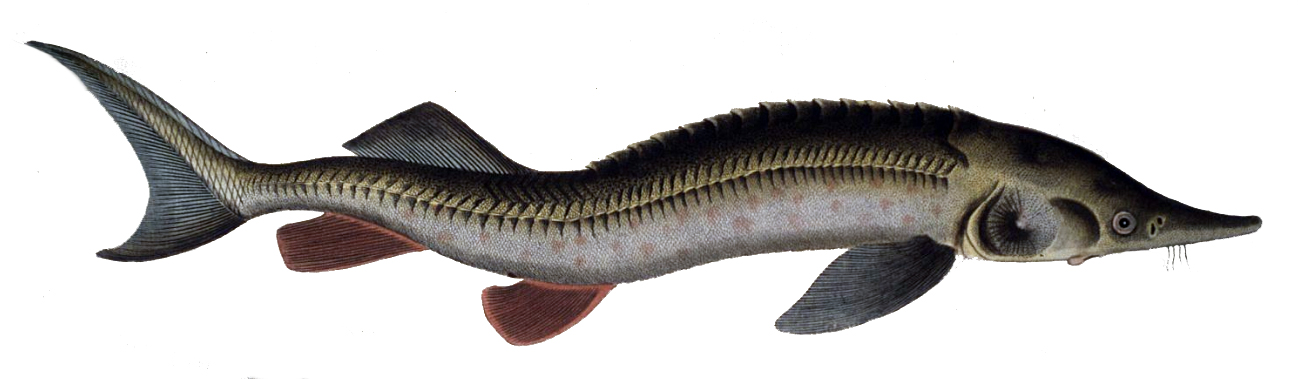
Acipenser ruthenus

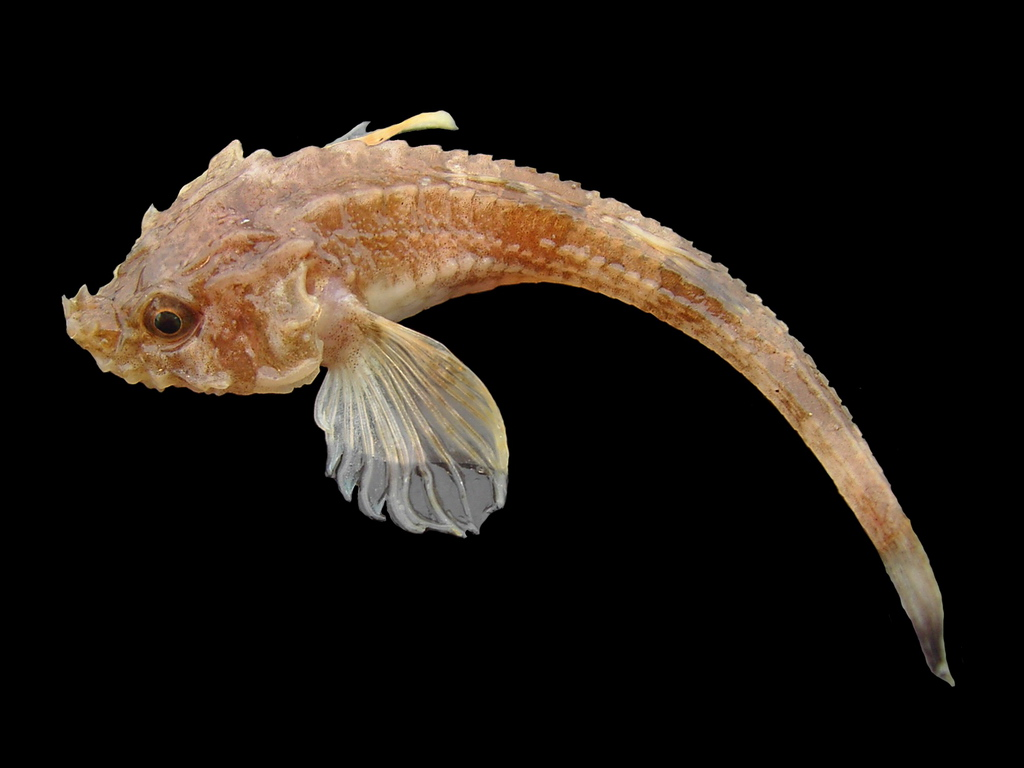
Agonus cataphractus

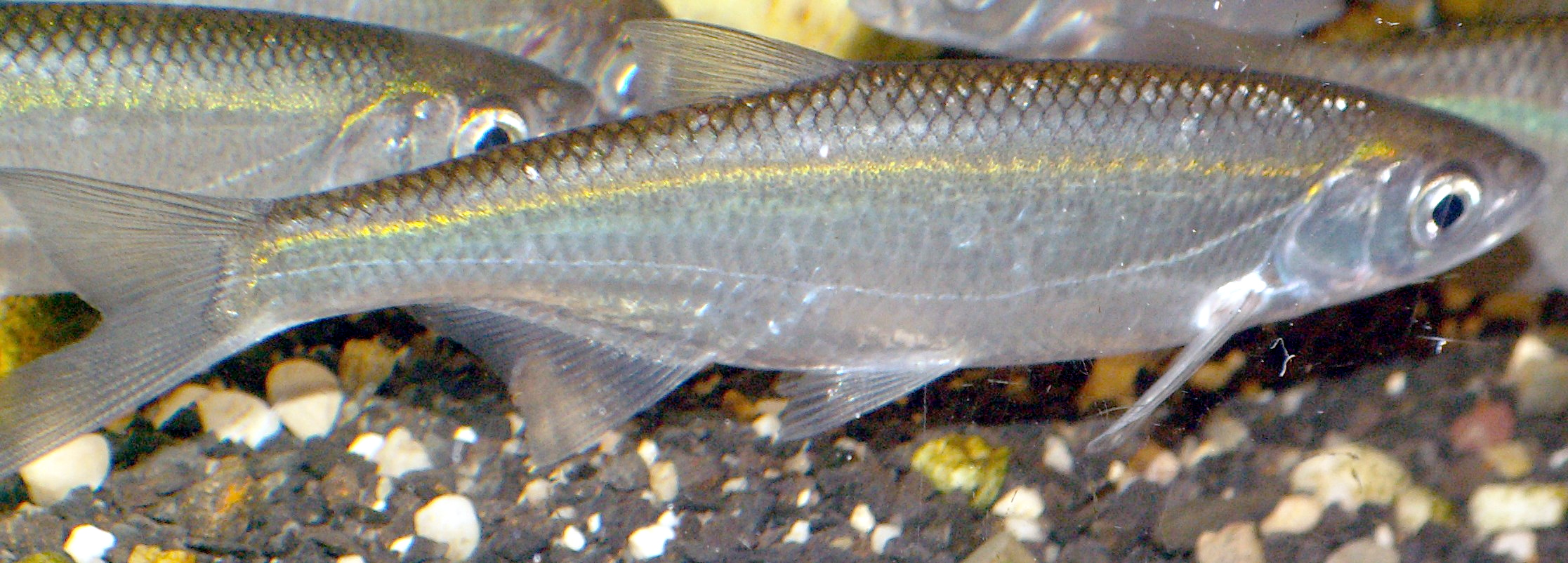
Alburnus alburnus

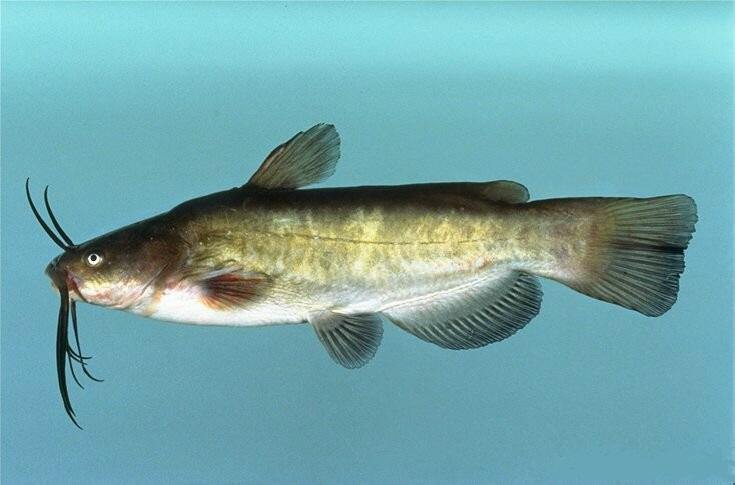
Peix gat bru (Ameiurus nebulosus)

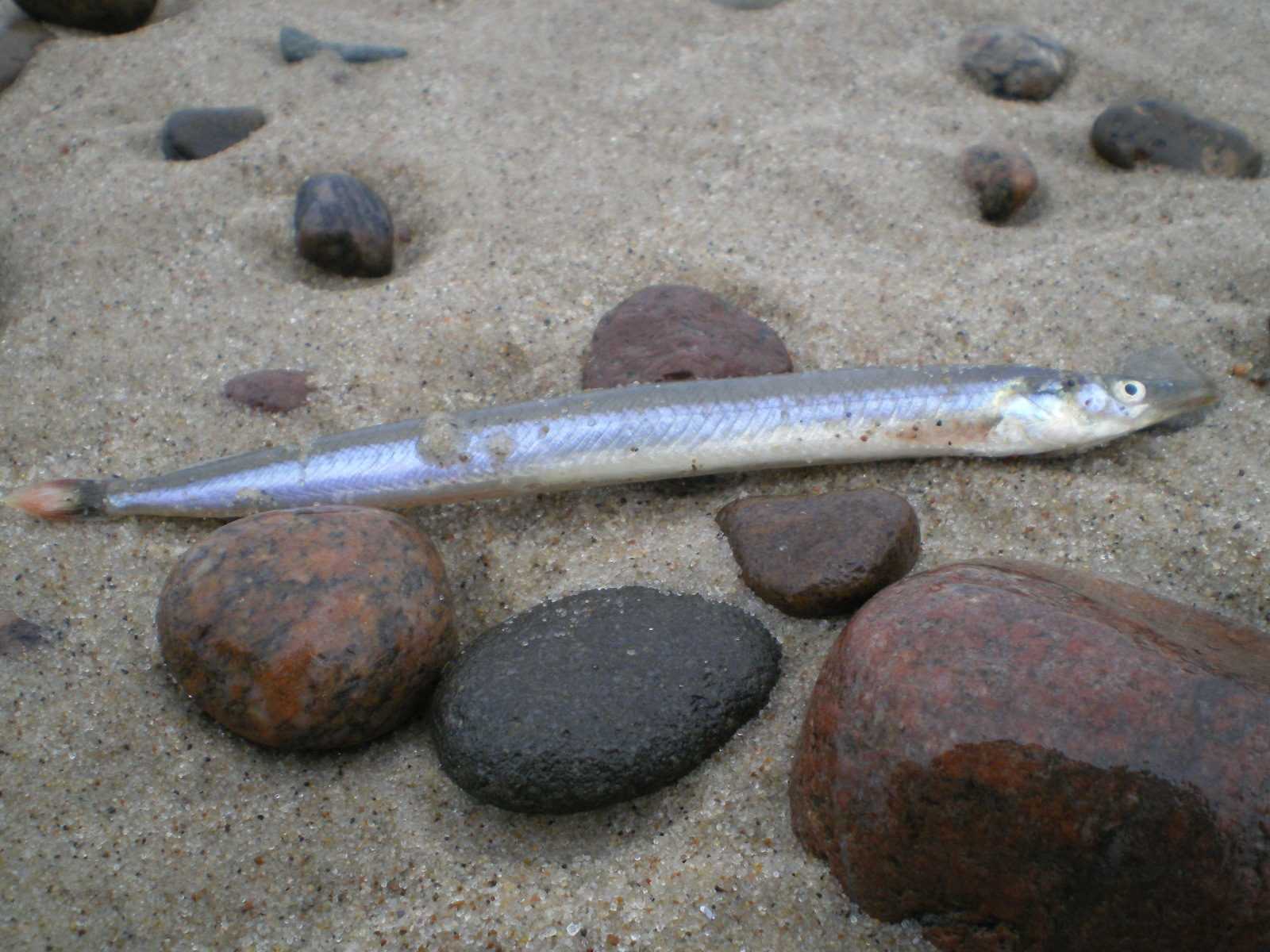
Trencavits (Ammodytes tobianus)

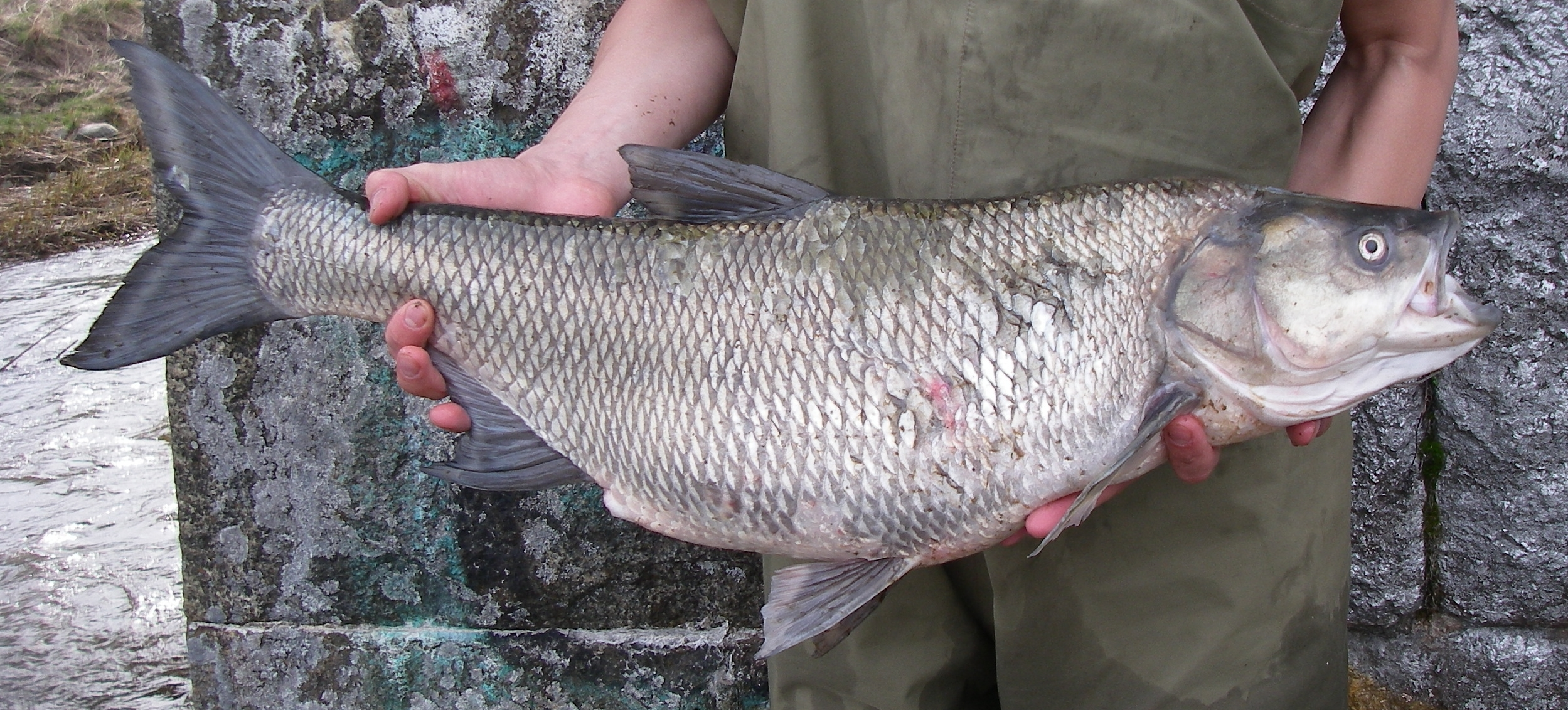
Aspius aspius

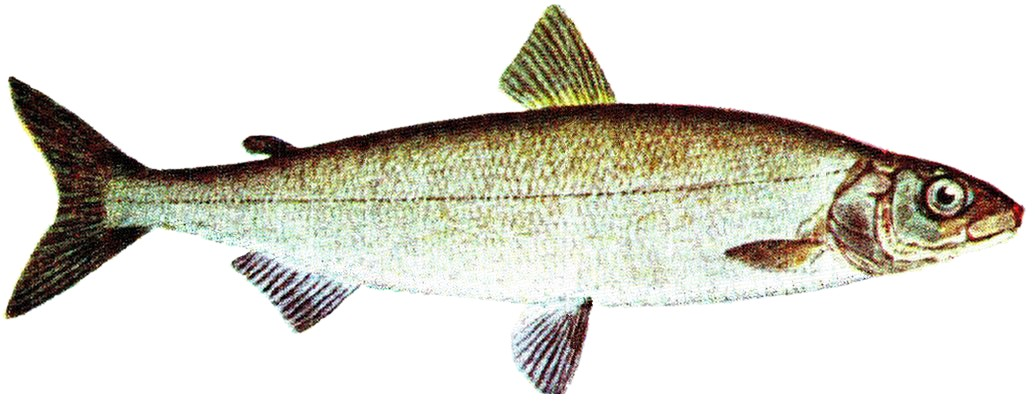
Coregonus lavaretus

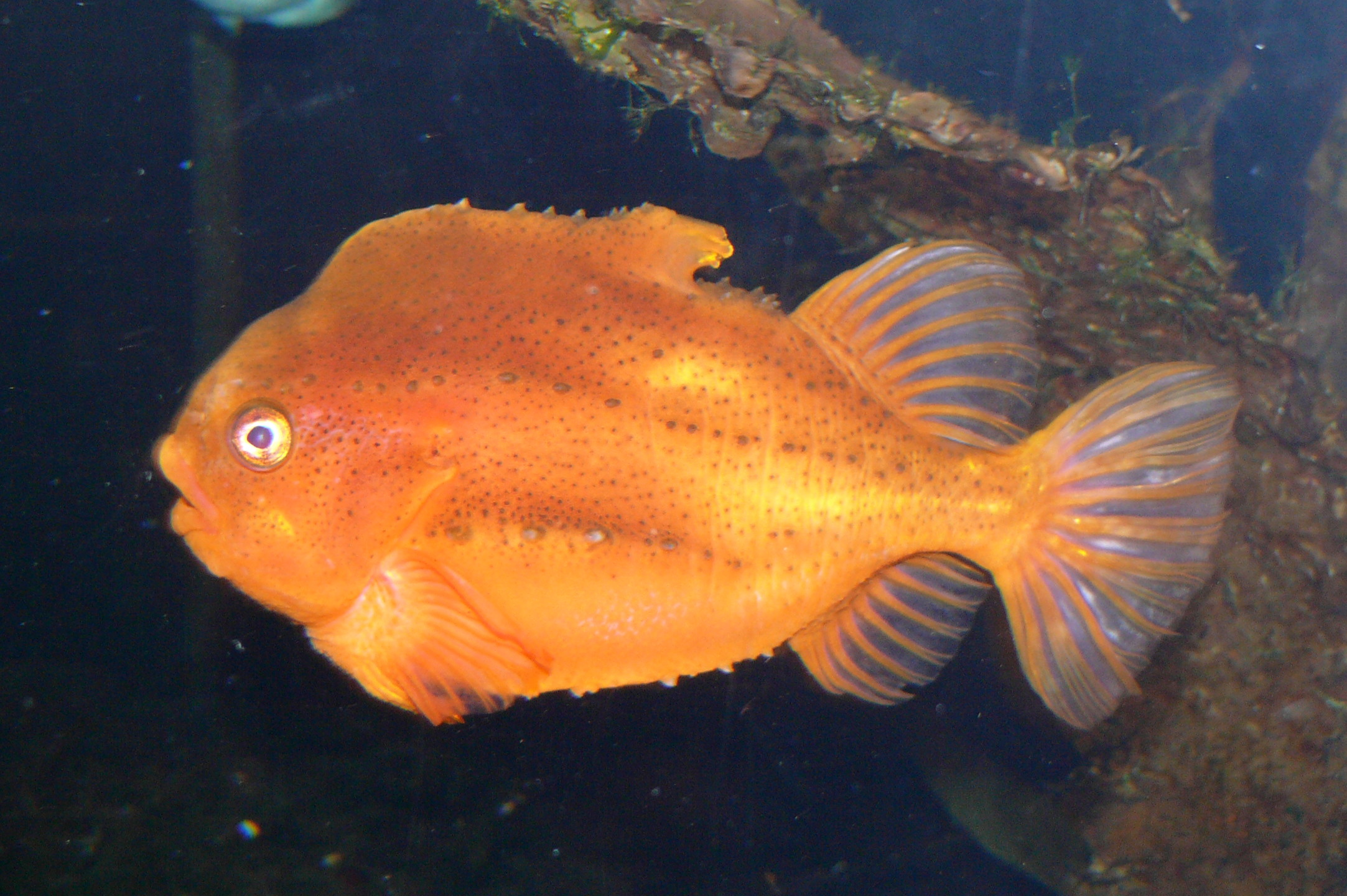
Cyclopterus lumpus

- Carassius carassius
- Catostomus catostomus catostomus
- Chelon labrosus
- Clupea harengus
- Clupea harengus
- Cobitis taenia
- Conger conger
- Coregonus albula
- Coregonus lavaretus
- Coregonus maraena
- Coregonus megalops
- Coregonus oxyrinchus
- Coregonus peled
- Coregonus pidschian
- Coregonus widegreni
- Cottus gobio
- Cottus koshewnikowi
- Cottus poecilopus
- Ctenopharyngodon idella
- Culaea inconstans
- Cyclopterus lumpus
- Cyprinus carpio carpio

## D

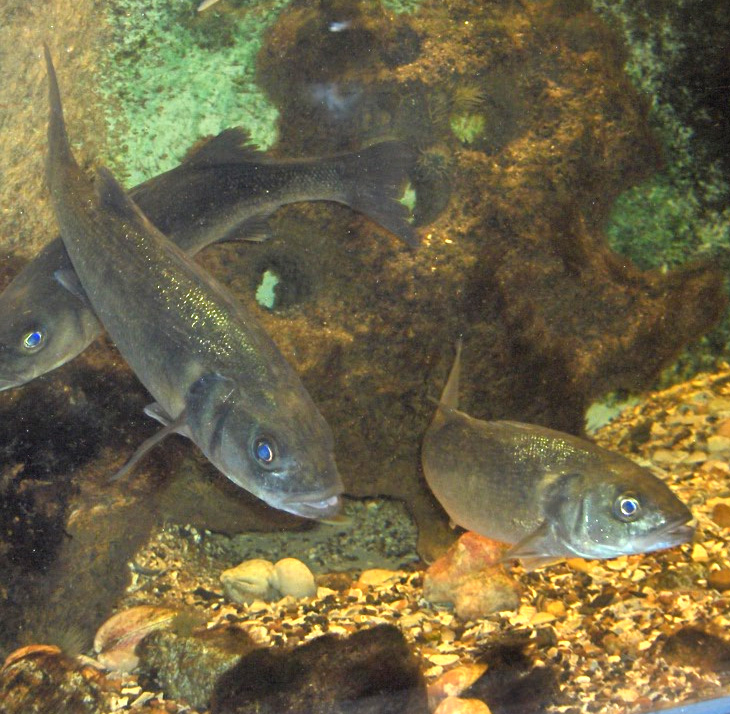
Llobarro (Dicentrarchus labrax)

- Dicentrarchus labrax

## E
- Enchelyopus cimbrius
- Engraulis encrasicolus
- Esox lucius

## G

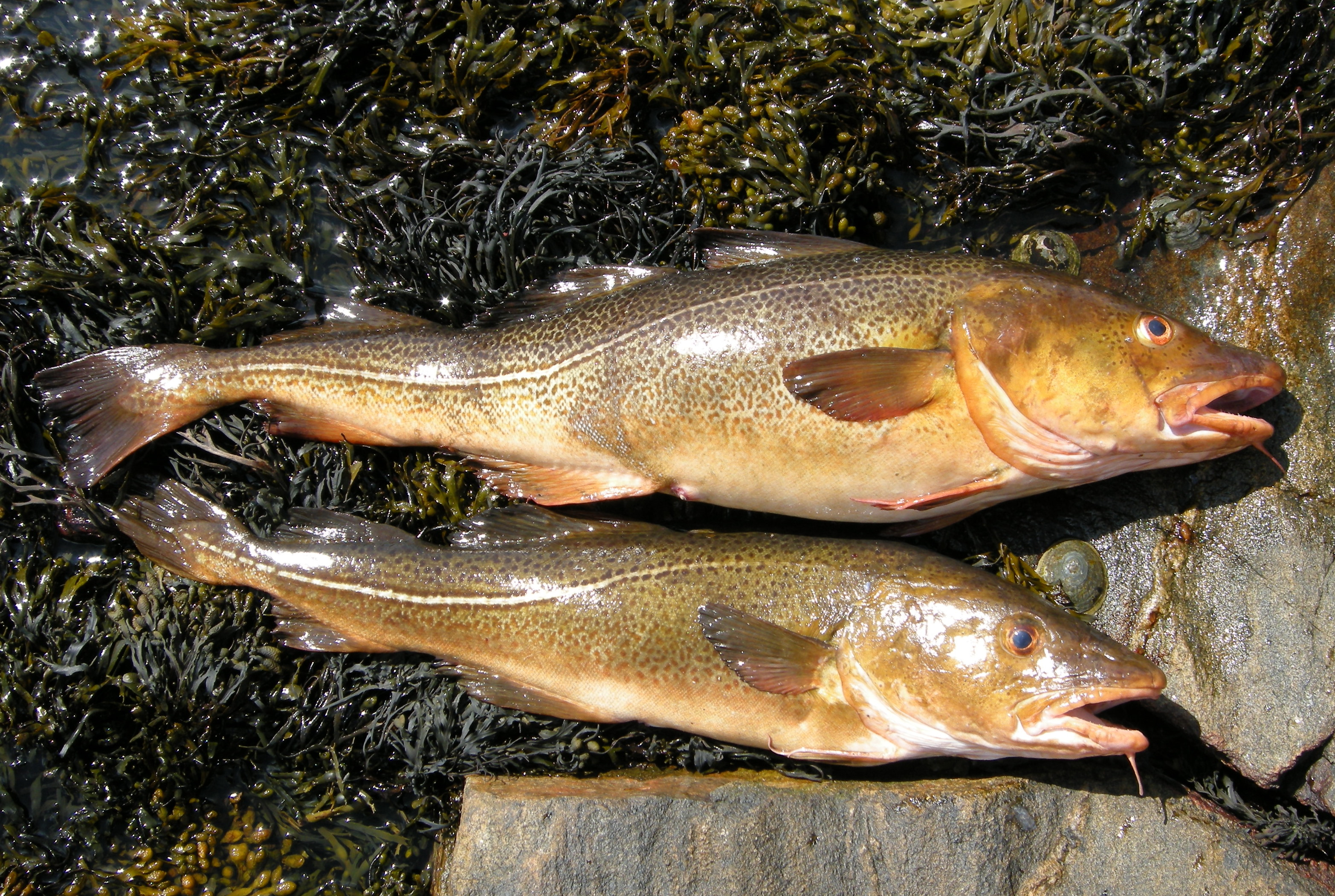
Bacallà (Gadus morhua)

- Gadus morhua
- Gasterosteus aculeatus aculeatus
- Gobio gobio
- Gobius niger
- Gobiusculus flavescens
- Gymnocephalus cernua

## H
- Hyperoplus lanceolatus

## L
- Lamna nasus
- Lampetra fluviatilis
- Lampetra planeri
- Leucaspius delineatus
- Leuciscus idus
- Leuciscus leuciscus
- Limanda limanda
- Liparis liparis liparis
- Liza ramada
- Lophius piscatorius
- Lota lota
- Lumpenus lampretaeformis

## M

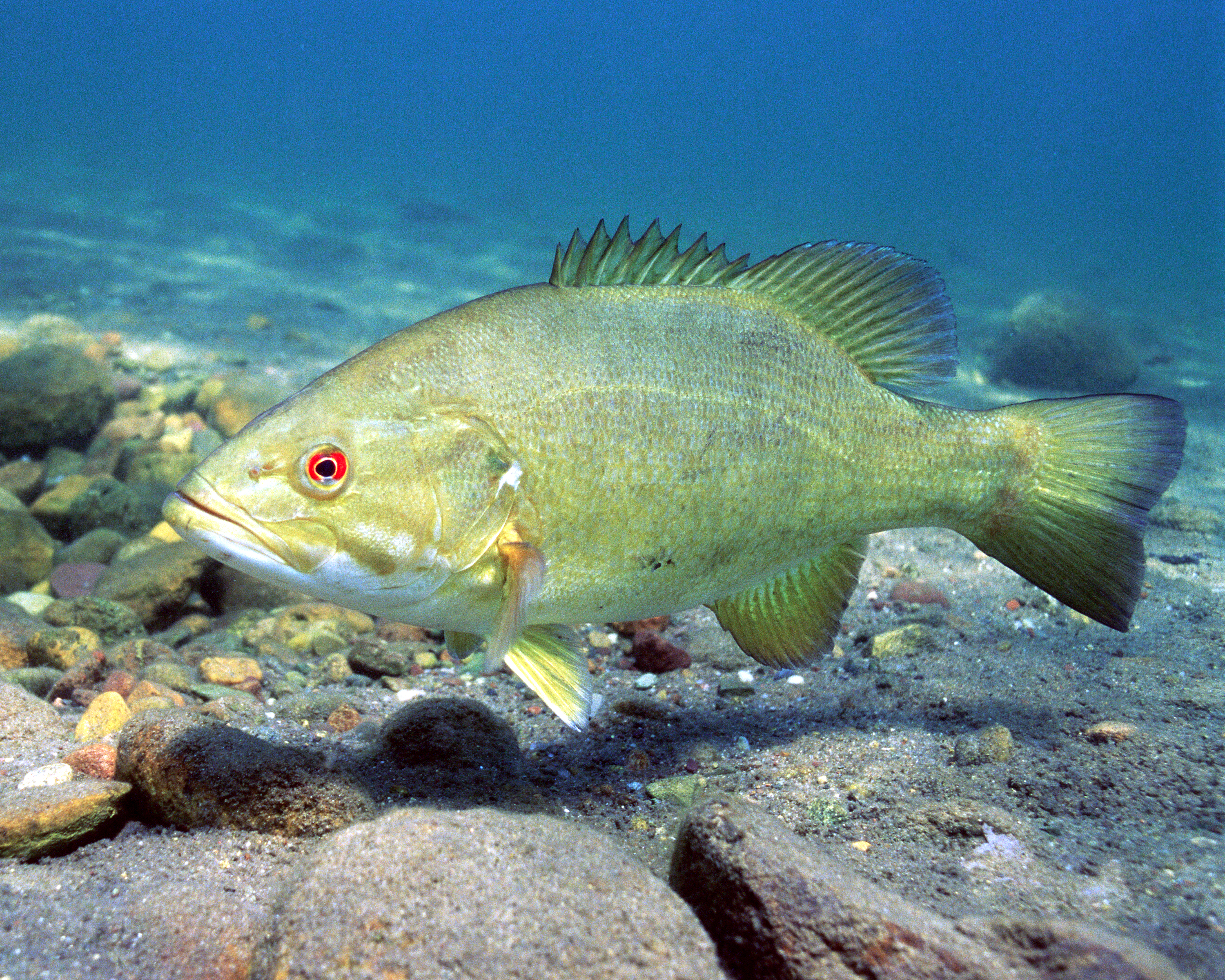
Micropterus dolomieu

- Micropterus dolomieu
- Micropterus salmoides
- Myoxocephalus scorpius

## N

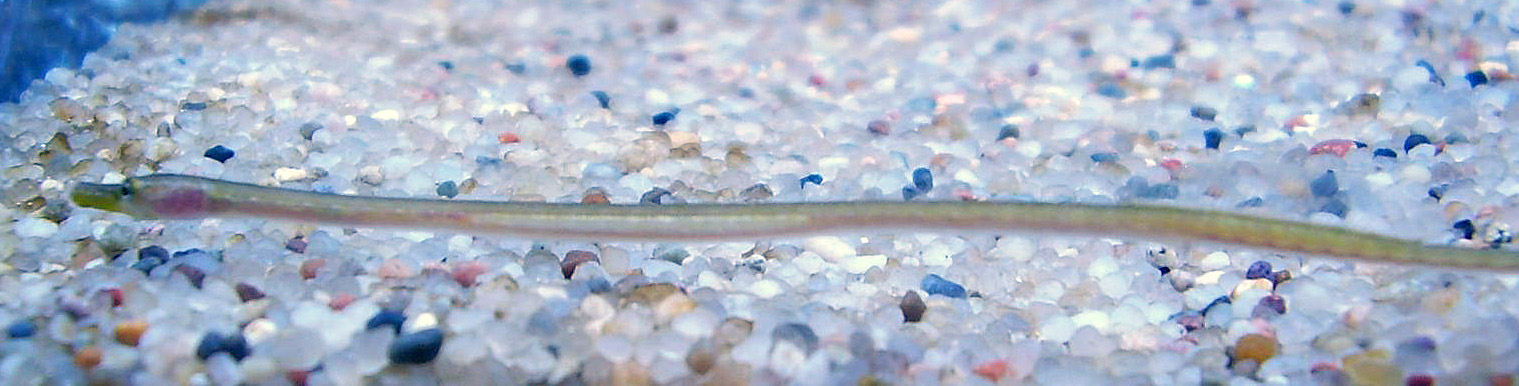
Serpeta (Nerophis ophidion)

- Nerophis ophidion

## O
- Oncorhynchus gorbuscha
- Oncorhynchus keta
- Oncorhynchus mykiss
- Oncorhynchus nerka
- Oncorhynchus tshawytscha
- Osmerus eperlanus

## P
- Pelecus cultratus
- Perca fluviatilis
- Petromyzon marinus[1]
- Pholis gunnellus
- Phoxinus phoxinus
- Platichthys flesus
- Pleuronectes platessa
- Pomatoschistus microps
- Pomatoschistus minutus
- Psetta maxima
- Pungitius pungitius

## R
- Rutilus rutilus

## S
- Salmo salar
- Salmo trutta fario
- Salmo trutta lacustris
- Salmo trutta trutta
- Salvelinus alpinus alpinus
- Salvelinus fontinalis
- Salvelinus lepechini
- Salvelinus namaycush
- Sander lucioperca
- Sarda sarda
- Scardinius erythrophthalmus
- Scomber scombrus
- Scophthalmus rhombus
- Silurus glanis
- Solea solea
- Spinachia spinachia
- Sprattus sprattus
- Squalius cephalus
- Squalus acanthias
- Syngnathus typhle

## T
- Taurulus bubalis
- Thymallus thymallus
- Tinca tinca
- Triglops pingelii
- Triglopsis quadricornis

## V
- Vimba vimba

## Z

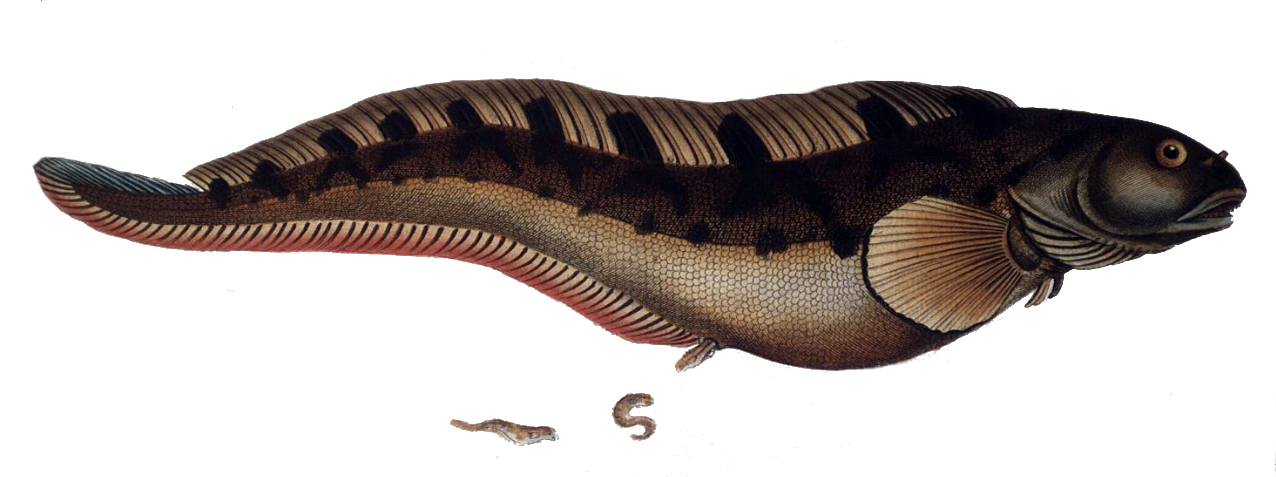
Zoarces vivípar (Zoarces viviparus)

- Zoarces viviparus[2]